# Mamer (stacja kolejowa)
Mamer (luks: Gare Mamer) – stacja kolejowa w Mamer (gmina Mamer), w Luksemburgu. Została otwarta w 1859 przez Compagnie des chemins de fer de l'Est.
Obecnie jest stacją Société Nationale des Chemins de Fer Luxembourgeois (CFL), obsługiwaną przez pociągi Regional-Express (RE) i Regionalbahn (RB).

## Położenie
Znajduje się na linii 50 Luksemburg – Kleinbettingen, w km 9,768, na wysokości 303 m n.p.m., pomiędzy stacją Mamer-Lycée i Capellen.

## Linie kolejowe
- 50 Luksemburg – Kleinbettingen